# Oberbolsenbach
Oberbolsenbach ist eine Hofschaft in Halver im Märkischen Kreis im Regierungsbezirk Arnsberg in Nordrhein-Westfalen (Deutschland).

## Lage und Beschreibung
Oberbolsenbach liegt südlich vom Halveraner Hauptort am Bolsenbach, ein Zufluss der Ennepe. Nachbarorte sind der Hauptort, Niederbolsenbach, Oesterberg und Kreuzweg. Der Ort ist von einem Stichweg von der Kreisstraße K 37 zwischen dem Halveraner Hauptort und Anschlag erreichbar. 
Östlich von Oberbolsenbach befindet sich die Trasse der stillgelegten Wuppertalbahn, die hier zu einem Rad- und Fußweg umgestaltet wurde.

## Geschichte
Oberbolsenbach wurde erstmals 1480 urkundlich erwähnt, die Entstehungszeit der Siedlung wird aber auf dem Zeitraum zwischen 900 und 1050 infolge des fränkisch-karolingischen Siedlungsbaus vermutet.
1818 lebten fünf Einwohner im Ort. Laut der Ortschafts- und Entfernungs-Tabelle des Regierungs-Bezirks Arnsberg wurde Oberbolsenbach unter dem Namen Obern Bolsenbach als Kotten kategorisiert und besaß 1838 eine Einwohnerzahl von 9, allesamt evangelischen Glaubens. Der Ort gehörte zur Lausberger Bauerschaft innerhalb der Bürgermeisterei Halver und besaß ein Wohnhaus und ein landwirtschaftliches Gebäude.
Das Gemeindelexikon für die Provinz Westfalen von 1887 gibt eine Zahl von 25 Einwohnern an, die in drei Wohnhäusern lebten.